# Yorba Linda
Yorba Linda es una ciudad ubicada en el condado de Orange en el estado estadounidense de California. aproximadamente a 37 millas (60 km) al sureste del centro de Los Ángeles. Es parte del área metropolitana de Los Ángeles. En 2010 tenía una población de 64 234 habitantes y una densidad poblacional de 1,2 personas por km². 
En esta ciudad nació en enero de 1913 Richard Nixon, trigésimo séptimo presidente de los Estados Unidos, y se encuentra la famosa Biblioteca y Museo Presidencial de Richard Nixon.

## Geografía
Según la Oficina del Censo, la ciudad tiene un área total de 50,4 km² (19,5 mi²), de la cual 50,2 km² (19,4 mi²) es tierra y 0,2 km² (0,1 mi²) (2.47%) es agua.

### Localidades adyacentes
El siguiente diagrama muestra a las localidades en un radio de 16 kilómetros (9,9 mi) de .

## Demografía
Según la Oficina del Censo en 2007 los ingresos medios por hogar en la localidad eran de $109,681, y los ingresos medios por familia eran $122,373. Los hombres tenían unos ingresos medios de $66,712 frente a los $41,820 para las mujeres. La renta per cápita para la localidad era de $36,173. Alrededor del 3% de la población estaban por debajo del umbral de pobreza.

## Educación
El Distrito Escolar Unificado de Placentia-Yorba Linda gestiona escuelas públicas.